# Wiktor Wladimirowitsch Nemyzki
Wiktor Wladimirowitsch Nemyzki (russisch Виктор Владимирович Немыцкий, in englischer Transliteration auch Viktor Vladimirovich Nemytskii oder Niemytzki; * 9. Novemberjul. / 22. November 1900greg. in Smolensk; † 7. August 1967 im Sajangebirge) war ein russischer Mathematiker.

## Leben
Die Familie Nemyzki zog 1904 nach Moskau. 1921 begann Nemyzki sein Studium an der physikalisch-mathematischen Fakultät der Technischen Universität Moskau, der er zeitlebens verbunden blieb. Von 1925 bis 1929 war er Forschungsstudent unter Alexandrow und Stepanow und schloss mit einer Arbeit über die Axiome des metrischen Raumes ab. Anschließend promovierte Nemyzki mit einer Arbeit über nicht-lineare Integralgleichungen. Er war Professor an der Lomonossow-Universität Moskau und hatte dort zahlreiche Schüler.
Nemyzkis Hauptarbeitsgebiete waren die Topologie, nicht-lineare Funktionalanalysis (insbesondere nicht-lineare Integralgleichungen) und die qualitative Theorie der gewöhnlichen Differentialgleichungen.
Der Niemytzki-Raum und der Nemytskii-Operator sind nach ihm benannt.
Er war Träger des Ordens des Roten Banners der Arbeit.
Nemyzki war mit der Mathematikerin Nina Bari verheiratet. Er starb am 7. August 1967 während einer Bergtour im Sajangebirge.

## Werke
- V. V. Nemytskii and V. V. Stepanov: Qualitative theory of differential equations. Parts I and II. Princeton University Press, 1960

## Quelle
- Russian Mathematical Surveys 23(2) 167- 179 (1968), Nachruf Viktor Vladimirovich Nemytskii